# شيريي كوري
شيريي كوري (بالإنجليزية: Cherie Currie)‏ هي مغنية وكاتبة أغاني ومنتجة أفلام وموسيقية وفنانة وممثلة أمريكية، ولدت في 30 نوفمبر 1959 في إنسينو ‏ في الولايات المتحدة.

## وصلات خارجية
- الموقع الرسمي
- شيريي كوري على موقع IMDb (الإنجليزية)
- شيريي كوري على موقع ألو سيني (الفرنسية)
- شيريي كوري على موقع ميوزك برينز (الإنجليزية)
- شيريي كوري على موقع أول موفي (الإنجليزية)
- شيريي كوري على موقع قاعدة بيانات الأفلام السويدية (السويدية)
- شيريي كوري على موقع أول ميوزيك (الإنجليزية)
- شيريي كوري على موقع ديسكوغز (الإنجليزية)
- شيريي كوري على موقع قاعدة بيانات الفيلم (الإنجليزية)
- شيريي كوري على موقع كينوبويسك (الروسية)